# Willapa Hills
Die Willapa Hills sind ein etwa 100 km langer Gebirgszug im Südwesten des US-Bundesstaats Washington. Sie sind mit maximal 941 Meter Höhe der niedrigste Teil der Reihe von Gebirgsketten, die sich entlang der Pazifikküste Nordamerikas erstrecken.

## Geographie
Die Willapa Hills bilden einen durchgehenden Höhenzug vom Unterlauf des Chehalis Rivers bis zum Columbia River und liegen damit zwischen den Olympic Mountains im Norden und der Oregon Coast Range im Süden. Die höchste Erhebung des etwa 6600 km² großen Gebirgszugs ist der 941 m hohe Boistfort Peak. Zu den Willapa Hills gehören auch die Doty Hills im Lewis County mit dem 737 m hohen Walville Peak und die westlich von Olympia im Thurston County gelegenen, nur bis zu 187 m hohen Black Hills. Die Willapa Hills öffnen sich in breiten Tälern dem westlich gelegenen Pazifik, die östliche Grenze zur Kaskadenkette ist nicht genau festgelegt. Der flachen Küste sind Landzungen wie die Long Beach Peninsula vorgelagert, die mit Grays Harbor und Willapa Bay große Ästuare  bilden. Die niederschlagsreichen Willapa Hills sind Quellgebiet für zahlreiche Bäche und Flüsse wie den Chehalis River und den Willapa River.

## Geologie
Der Gebirgszug besteht aus tertiärem, magmatischen Gestein und Sedimentgestein. Anders als die mehr als doppelt so hohen Olympic Mountains wurden die Felsen der Willapa Hils jedoch nicht intensiv durch Metamorphose weiter verformt. Geologen vermuten, dass die Subduktionszone der Juan-de-Fuca-Platte unter den Willapa Hills wesentlich tiefer liegt als unter den Olympic Mountains. Durch Erosion haben die Willapa Hills ein abgerundetes und stark verwittertes Profil. Geologen haben nachgewiesen, dass sich um 1670 die Küstenlinie im Bereich der Willapa Hills auf einer Länge von 90 Kilometer nach einem Erdbeben mit der Stärke 8.0 auf der Richter-Skala abgesenkt hat. Die bewaldeten Gebiete wurden von Salzwasser überflutet, so dass die Bäume rasch abgestorben sind.
1957 wurde an der Küste bei Ocean Shores eine Ölquelle angebohrt, die der ergiebigste Ölfund in Washington war.

## Klima
Der durchgehende Höhenzug erhält die volle Gewalt der Winde, die vom Pazifik ins Landesinnere ziehen, also ausgiebige Niederschläge und im Winter heftige Stürme. In niederen Lagen können in manchen Jahren Windgeschwindigkeiten von 140 bis 160 km/h erreicht werden. Eine auf 600 m Höhe exponiert und ozeannah gelegene Messstation belegt, dass in dieser Höhe in fast jedem Winter Windgeschwindigkeiten von mehr als 160 km/h erreicht werden.

## Natur
Die Willapa Hills werden intensiv für die Forstwirtschaft genutzt, der ursprüngliche Baumbestand wurde weitestgehend abgeholzt. Im Rainbow Falls State Park sowie im 225 Hektar großen Ellsworth Creek Natural Resources Conservation Area im Pacific County gibt es noch einen Urwald aus Riesenlebensbäumen, Westamerikanischen Hemlocktannen und Sitka-Fichten. Der 90 Kilometer lange Willapa Hills Trail verläuft als Wander-, Rad- und Reitweg auf einer ehemaligen Bahntrasse der Northern Pacific Railway von Chehalis nach South Bend.